# Simon Brett
Simon Anthony Lee Brett (* 28. Oktober 1945 in Worcester Park, Surrey) ist ein englischer Radio- und Fernsehproduzent und Schriftsteller von Kriminalromanen (Whodunits).

## Leben
Simon Brett ist der Sohn des Chartered Surveyor John Brett und dessen Ehefrau, der Lehrerin Margaret Lee. Er besuchte das Dulwich College in Dulwich (London) und wechselte anschließend zum Studium an das Wadham College (University of Oxford). Nach seinem Abschluss wurde Brett von der British Broadcasting Corporation engagiert, wo er meistenteils für BBC Radio 4 arbeitete.
Dabei produzierte Brett die Pilot-Folge der Hörspielserie Per Anhalter durch die Galaxis sowie viele Folgen der Kult-Comedy-Serie The Burkiss Way. Er ist außerdem ein anerkannter Sitcom-Autor, am besten bekannt für After Henry, No Commitments und Smelling of Roses von BBC Radio 4. After Henry wurde später für ITV produziert.
Später wechselte Brett zu London Weekend Television (LWT), wo er ebenfalls sehr erfolgreich war. Parallel zu seinem Brotberuf entstand mit der Zeit ein ebenso erfolgreiches wie umfangreiches literarisches Werk. In den späten 1970er-Jahren gab er dann seinen Beruf auf und widmete sich nur noch dem Schreiben.
Bis jetzt entstanden neben einzelnen Kinder- und Jugendbüchern, Theaterstücken und Romanen auch drei Serien von Detektivromanen geschrieben.
Simon Brett ist verheiratet, hat drei Kinder und lebt in Arundel (West Sussex).

## Ehrungen
- Fellow der Royal Society of Literature (FRSL)
- 2016 Offizierskreuz des Order of the British Empire (OBE)

## Werke (Auswahl)

### Charles Paris Reihe
- Cast in order of disappearence. London 1975.
  - Deutsch: Tod im ersten Akt. Goldmann, München 1978, ISBN 3-442-04610-6 (übersetzt von Fried Holm)
- So much blood. London 1976.
  - Deutsch: Tod beim Festival. Goldmann, München 1978, ISBN 3-442-04618-1 (übersetzt von Fried Holm)
- Star trap. London 1977.
  - Deutsch: Bühne frei für Mord. Goldmann, München 1977, ISBN 3-442-04693-9 (übersetzt von Christine Frauendorf)
- An amateur corpse. London 1978.
  - Deutsch: Generalprobe für Mord. Goldmann, München 1981, ISBN 3-442-04826-5 (übersetzt von Fried Holm)
- A comedian dies. London 1979.
  - Deutsch: Komödianten lachen laut und sterben leise. Ein Fall für Charles Paris. Fischer, Frankfurt am Main 1987, ISBN 3-596-28208-X (übersetzt von Werner Waldhoff)
- The dead side of the mike. London 1980.
  - Deutsch: Dunkelmänner haben keine Schatten. Ein Fall für Charles Paris. Fischer, Frankfurt am Main 1986, ISBN 3-596-28183-0 (übersetzt von Werner Waldhoff)
- Situation tragedy. London 1981.
- Murder unprompted. London 1982.
  - Deutsch: Mord stand nicht im Textbuch. Ein Fall für Charles Paris. Fischer, Frankfurt am Main 1986, ISBN 3-596-28169-5 (übersetzt von Dirk Mülder)
- Murder in the title. 1983.
  - Deutsch: Spekulanten spaßen nicht. Ein Fall für Charles Paris. Fischer, Frankfurt am Main 1986, ISBN 3-596-28158-X (übersetzt von Werner Waldhoff)
- Not dead, only resting. London 1984.
- Dead giveaway. London 1985.
- What bloody man is that? London 1987.
- A series of murders. London 1989.
- Corporate bodies. London 1991.
- A reconstructed corpse. London 1993.
- Sicken and so die. London 1995.
- Dead room farce. London 1998.
- A decent interval. London 2013.
- A cinderella killer. London 2014.
- A deadly habit. London 2018.

### Fethering Reihe
- The body on the beach. London 2000.
  - Deutsch: Ein Toter kommt selten allein. Knaur, München 2009, ISBN 978-3-426-63950-4 (übersetzt von Renate Weitbrecht)
- Death on the Downs. London 2001.
- The torso in the town. London 2002.
- Murder in the Museum. London 2003.
  - Deutsch: Mord im Museum. Knaur, München 2007, ISBN 978-3-426-63388-5 (übersetzt von Antoinette Gittinger)
- The hanging in the hotel. London 2004.
  - Deutsch: Der Tote im Hotel. Knaur, München 2007, ISBN 978-3-426-63389-2.(übersetzt von Renate Weitbrecht und Friedrich Pflüger)
- The witness at the wedding. London 2005.
- The stabbing in the stables. London 2006.
- Death under the Dryer. London 2007.
- Blood at the bookies. London 2008.
- Poisoning in the Pub. London 2009.
- The shooting in the shop. London 2010.
- Bones under the Beach hut. London 2011.
- Guns in the gallery. London 2011.
- Corpse on the court. London 2012.
- Strangling on the stage. London 2013.
- The tomb in Turkey. London 2014.
- The killing in the Cafe. London 2015.
- The liar in the library. London 2017.
- The killer in the choir. London 2019.
- Guilt at the garage. London 2020.

### Mrs. Pargeter Reihe
- A nice class of corpse. London 1986.
- Mrs., presumed dead. London 1988.
- Mrs. Pargeter’s package. London 1990.
- Mrs. Pargeter’s pound of flesh. London 1992.
- Mrs. Pargeter’s plot. London 1992.
- Mrs. Pargeter’s point of honour. London 1999.
- Mrs. Pargeter’s principle. London 2015.

+ Mrs. Pargeter’s public relations. London 2017.

### Einzelne Romane
- A shock to the system. London 1984.
  - Deutsch: Eine Mordskarriere. Fischer, Frankfurt am Main 1989, ISBN 3-596-28231-4 (übersetzt von Werner Waldhoff)
- The christmas crime at Puzzel Manor. London 1987.
- Dead romantic. London 2013.
  - Deutsch: Liebende leben gefährlich. Fischer, Frankfurt am Main 1991, ISBN 3-596-10892-6 (übersetzt von Denis Scheck)
- The penultimate Chance saloon. London 2014.
- Not another little sod! London 2015.
  - Deutsch: Ein Quälgeist kommt selten allein. Droemer Knaur, München 1998, ISBN 3-426-73067-7 (übersetzt von Renate Dornberg)

### Humor
- Bad form, or how not to get invited back. London 1984.
- People-spotting. The human species laid bare. London 1985.
- On second thoughts. Bad first ideas and other rubbish from the bins of the famous. London 2006.
- Seriously funny and other oxymorons. London 2017.

### Theaterstücke
- Murder in play. London 1994.
- Mr. Quigley’ revenge. A play. London 1995.
- Silhouette. London 1998.
- A healthy grave. London 2010.
- A bad dream. A play. London 2004.
- A small family murder. London 2008.

## Verfilmungen
- Jan Egleson (Regie): Mord mit System (USA 1990, nach dem Roman A Shock to the System)